# Абрамов Юрій Андрійович
Ю́рій Андрі́йович Абра́мов (нар. 13 грудня 1936, Москва, СРСР — пом. 2001) — радянський і російський економіст.
Спеціаліст зі сфери економіки, історії науки, публіцист; також займався філософськими дослідженнями. Кандидат економічних наук, професор, завідувач кафедри «Економічна теорія» МДТУ ім. М. Е. Баумана.

## Біографія
Народився в Москві. Закінчив МДТУ ім. М. Е. Баумана (1960), аспірантуру по кафедрі економіки та організації виробництва там же (1966).
З 1966 р. викладав на цій же кафедрі.
Один з організаторів факультету «Інженерний бізнес та менеджмент» МДТУ ім. М. Е. Баумана.

## Наукова діяльність
Ю. А. Абрамов отримав низку важливих наукових результатів у галузі економіки підприємства, макроекономіки, економіки космічної галузі.
Один із напрямів наукової роботи Ю. А. Абрамова становлять метафілософські дослідження. Він розглядав залежність складу проблем філософії від рівня і характеру розвитку науки. До найважливіших філософських проблем відносив такі, як проблема класифікації наук (запропонував власну класифікацію за принципом тріад), проблема отримання нового знання, проблема сенсу буття Всесвіту.
Використовуючи великий матеріал із різних галузей знання, Ю. А. Абрамов розробив оригінальну концепцію геополітичних циклів, розуміючи під останніми періоди культурного, економічного та військового домінування у світі будь-якої держави. Розглядаючи співвідношення геополітичних циклів із циклами М. Д. Кондратьєва («довгі хвилі» в економіці) та з циклами О. Л. Чижевського (пов'язаними із сонячною активністю), Ю. А. Абрамов дійшов висновку, що вирішальні події, які знаменують перехід від одного геополітичного циклу до іншого, відбуваються в «точках перетину» циклів Кондратьєва та циклів Чижевського; на цій основі розроблено футурологічну частину концепції.
Розвиваючи концепцію інженерної освіти, Ю. А. Абрамов обґрунтував необхідність та актуальність його практичної та історико-наукової складових.
Ю. А. Абрамовим підготовлено рекомендаційні каталоги:
- «600 картин з російської історії»;
- «300 музичних шедеврів класики»;
- «2345 основних книг земної цивілізації».

Значну увагу Ю. А. Абрамов приділяв екологічним проблемам.
Розробив проєкт системи освіти у Росії.

## Творчість
- «Захворювання називається схоластикою» (рос. Болезнь называется схоластикой) // ЭММ. 1987. № 5;
- «Керування підприємством» (рос. Управление предприятием). М., 1990;
- «Служіння істині, добру та красі» (рос. Служенье истине, добру и красоте) / / Невідомий космодром. М., 1990;
- «Магія фундаментальних констант» (рос. Магия фундаментальных констант) // Алтай-Космос-Мікрокосмос. Барнаул, вип. 1;
- «Еконологічний модератор» (рос. Эконологический модератор) // Там же Вип 2. 1994;
- «Класифікація наук» (рос. Классификация наук) / / Вернадський — Екологія — Ноосфера М, 1994;
- «Сто великих книг» (рос. Сто великих книг) (у співавторстві з В. Н. Деміним), М.: «Вече», 1999.